# Stamford (Teksas)
Stamford je grad u američkoj saveznoj državi Teksas. Prema popisu stanovništva iz 2010. u njemu je živjelo 3.124 stanovnika.